# Hassan Hissein
Hassan Hissein (ur. 20 maja 1992 w Wadi Fira) – czadyjski piłkarz grający na pozycji środkowego obrońcy. Od 2015 jest zawodnikiem klubu Foullah Edifice FC.

## Kariera klubowa
Swoją karierę piłkarską Hissein rozpoczął w klubie Foullah Edifice FC. W sezonie 2008 zadebiutował w jego barwach w pierwszej lidze czadyjskiej. W sezonie 2011 został z nim mistrzem, a w sezonie 2012 - wicemistrzem Czadu. W latach 2013–2014 grał w nigeryjskim El-Kanemi Warriors. W 2015 wrócił do Foullah Edifice FC.

## Kariera reprezentacyjna
W reprezentacji Czadu Hissein zadebiutował 17 listopada 2010 w zremisowanym 0:0 meczu kwalifikacji do Pucharu Narodów Afryki 2012 z Togo. Od 2010 do 2014 wystąpił w kadrze narodowej 10 razy.